# Bravaisova mreža
V geometriji in kristalogarfiji je Bravaisova mreža neskončen niz točk, ki jih generira niz diskretnih translacijskih operacij, zapisanih z enačbo:
R = n1a1 + n2a2 + n3a3
ni so poljubna cela števila, ai pa osnovni vektorji, ki ležijo na različnih ravninah in povezujejo mrežo. Mreža je v katerem koli položaju vektorja R popolnoma enaka.
Mreže so dobile ime po njihovem avtorju, francoskemu fiziku in mineralogu Augustu Bravaisu.
Kristal je zgrajen iz istovrstnih ali raznovrstnih atomov, ki se ponavljajo v vsaki mrežni točki. Kristal, gledan iz katere koli mrežne točke, izgleda popolnoma enako. 
Bravaisovi mreži se pogosto obravnavata kot ekvivalentni, če imata izomorfno simetrijsko grup. V tridimenzionalnem prostoru je v tem smislu možnih 14 Bravaisovih mrež. 14 možnih simetrijskih grup Bravaisovih mrež je 14 od 230 prostorskih grup.

## Bravaisove mreže v največ dveh dimenzijah
V 0-dimenzionalnem in 1-dimenzionalnem prostoru sta samo po ena Bravaisova mreža. V 2-dimenzionalnem prostoru je pet Bravaisovih mrež: poševna, pravokotna, centrirano pravokotna, heksagonalna in kvadratna.

## Bravaisove mreže v treh dimenzijah
V treh dimenzijah je 14 Bravaisovih mrež, ki nastanejo s kombiniranjem sedmih mrežnih (aksialnih) sistemov s centriranji mreže. 
Mreža ima lahko naslednja centriranja:
- enostavno centriranje (P): mrežne točke so samo na ogliščih osnovne celice
- telesno centriranje (I): dodatna mrežna točka je v središču celice
- ploskovno centriranje (F): po ena dodatna mrežna točka je v središču vsake ploskve celice
- centriranje na samo eni ploskvi (centriranje A, B ali C): dodatna mrežna točka je v središču ene od ploskev celice

Za opis mrež niso potrebne vse kombinacije kristalnih sistemov in centriranj. Celotno število možnih kombinacij je 7 × 6 = 42, vendar je med njimi nekaj takih, ki so enakovredne. Monoklinsko mrežo I se na primer lahko z drugačno izbiro kristalnih osi opiše kot monoklinsko mrežo C. Na podoben način se vse A- ali B-centrirane mreže lahko opišejo  s centriranjem C- ali P-. Število kombinacij se zato zmanjša na 14 Bravaisovih mrež, ki so prikazane v naslednji preglednici.
| 7 mrežnih sistemov | 14 Bravaisovih mrež     | 14 Bravaisovih mrež              | 14 Bravaisovih mrež             | 14 Bravaisovih mrež               |
| Triklinski         | P                       |                                  |                                 |                                   |
| Triklinski         | Triklinski              |                                  |                                 |                                   |
| Monoklinski        | P                       | C                                |                                 |                                   |
| Monoklinski        | Monoklinski, enostavni  | Monoklinski, centrirani          |                                 |                                   |
| Ortorombski        | P                       | C                                | I                               | F                                 |
| Ortorombski        | Ortorombski, enostavni  | Ortorombski, osnovno centrirani  | Ortorombski, telesno centrirani | Ortorombski, ploskovno centrirani |
| Tetragonalni       | P                       | I                                |                                 |                                   |
| Tetragonalni       | Tetragonalni, enostavno | Tetragonalni, telesno centrirani |                                 |                                   |
| Romboedrični       | P                       |                                  |                                 |                                   |
| Romboedrični       | Romboedrični            |                                  |                                 |                                   |
| Heksagonalni       | P                       |                                  |                                 |                                   |
| Heksagonalni       | Heksagonalni            |                                  |                                 |                                   |
| Kubični            | P                       | I                                | F                               |                                   |
| Kubični            | Kubični, enostavni      | Cubic, body-centered             | Cubic, face-centered            |                                   |

Volomen osnovne celice se izračuna z enačbo a • b × c, pri čemer so a, b in c mrežni vektorji. Bravaisove mreže imajo naslednje volumne:
| Mrežni sistem | Enačba za izračun prostornine                                                                                         | Enačba za izračun prostornine | Enačba za izračun prostornine | Enačba za izračun prostornine |
| Triklinski    | {\displaystyle abc{\sqrt {1-\cos ^{2}\alpha -\cos ^{2}\beta -\cos ^{2}\gamma +2\cos \alpha \cos \beta \cos \gamma }}} |                               |                               |                               |
| Monoklinski   | {\displaystyle abc~\sin \alpha }                                                                                      |                               |                               |                               |
| Ortorombski   | {\displaystyle abc}                                                                                                   |                               |                               |                               |
| Tetragonalni  | {\displaystyle a^{2}c}                                                                                                |                               |                               |                               |
| Romboedrični  | {\displaystyle a^{3}{\sqrt {1-3\cos ^{2}\alpha +2\cos ^{3}\alpha }}}                                                  |                               |                               |                               |
| Heksagonalni  | {\displaystyle {\frac {3{\sqrt {3\,}}\,a^{2}c}{2}}}                                                                   |                               |                               |                               |
| Kubični       | {\displaystyle a^{3}}                                                                                                 |                               |                               |                               |

## Bravaisove mreže v štirih dimenzijah
V štirih dimenzijah je 52 Bravaisovih mrež. 21 mrež je osnovnih, 31 pa centriranih.